# Liste des résolutions du Conseil de sécurité des Nations unies adoptées en 2003
Les résolutions du Conseil de sécurité des Nations unies sont les décisions qui sont votées par le Conseil de sécurité des Nations unies.
Une telle résolution est acceptée si au moins neuf des quinze membres (depuis le 17 décembre 1963, 11 membres avant cette date) votent en sa faveur et si aucun des membres permanents qui sont la Chine, les États-Unis, la France, le Royaume-Uni et la Russie (l'Union soviétique avant 1991) n'émet de vote contre (qui est désigné couramment comme un veto).

## Résolutions 1455 à 1459
- Résolution 1455 : menaces à la paix et à la sécurité internationales résultant d'actes terroristes.
- Résolution 1456 : réunion de haut niveau du Conseil de sécurité : lutte contre le terrorisme.
- Résolution 1457 : la situation concernant la République démocratique du Congo.
- Résolution 1458 : la situation au Liberia.
- Résolution 1459 : système de certification du Processus de Kimberley.

## Résolutions 1460 à 1469
- Résolution 1460 : les enfants et les conflits armés".
- Résolution 1461 : la situation au Moyen-Orient.
- Résolution 1462 : la situation en Géorgie.
- Résolution 1463 : la situation concernant le Sahara occidental.
- Résolution 1464 : la situation en Côte d'Ivoire.
- Résolution 1465 : menaces à la paix et à la sécurité internationales résultant d'actes terroristes.
- Résolution 1466 : la situation entre l'Éthiopie et l'Érythrée.
- Résolution 1467 : prolifération des armes légères et de petit calibre et mercenariat : menaces à la paix et à la sécurité en Afrique de l'Ouest.
- Résolution 1468 : la situation concernant la République démocratique du Congo.
- Résolution 1469 : la situation concernant le Sahara occidental.

## Résolutions 1470 à 1479
- Résolution 1470 : la situation en Sierra Leone.
- Résolution 1471 : la situation en Afghanistan.
- Résolution 1472 : la situation entre l'Irak et le Koweït.
- Résolution 1473 : la situation au Timor oriental.
- Résolution 1474 : la situation en Somalie.
- Résolution 1475 : la situation à Chypre.
- Résolution 1476 : la situation entre l'Irak et le Koweït.
- Résolution 1477 : tribunal pénal international pour le Rwanda.
- Résolution 1478 : la situation au Libéria.
- Résolution 1479 : la situation en Côte d'Ivoire.

## Résolutions 1480 à 1489
- Résolution 1480 : la situation au Timor oriental.
- Résolution 1481 : tribunal pénal international pour l'ex-Yougoslavie.
- Résolution 1482 : tribunal pénal international pour le Rwanda.
- Résolution 1483 : la situation entre l'Irak et le Koweït.
- Résolution 1484 : la situation concernant la République démocratique du Congo.
- Résolution 1485 : la situation concernant le Sahara occidental.
- Résolution 1486 : la situation à Chypre.
- Résolution 1487 : opérations de maintien de la paix des Nations unies.
- Résolution 1488 : la situation au Moyen-Orient.
- Résolution 1489 : la situation concernant la République démocratique du Congo.

## Résolutions 1490 à 1499
- Résolution 1490 : la situation entre l'Irak et le Koweït.
- Résolution 1491 : la situation en Bosnie-Herzégovine.
- Résolution 1492 : la situation en Sierra Leone.
- Résolution 1493 : la situation concernant la République démocratique du Congo.
- Résolution 1494 : la situation en Géorgie.
- Résolution 1495 : la situation concernant le Sahara occidental.
- Résolution 1496 : la situation au Moyen-Orient.
- Résolution 1497 : la situation au Liberia.
- Résolution 1498 : la situation en Côte d'Ivoire.
- Résolution 1499 : la situation concernant la République démocratique du Congo.

## Résolutions 1500 à 1509
- Résolution 1500 : la situation entre l'Irak et le Koweït.
- Résolution 1501 : la situation concernant la République démocratique du Congo.
- Résolution 1502 : protection du personnel des Nations unies, du personnel associé et du personnel humanitaire dans les zones de conflit.
- Résolution 1503 : Tribunal Pénal International pour l'ex-Yougoslavie et Tribunal pénal international pour le Rwanda.
- Résolution 1504 : tribunal pénal international pour l'ex-Yougoslavie.
- Résolution 1505 : Tribunal pénal international pour le Rwanda.
- Résolution 1506 : lettres datées des 20 et 23 décembre 1991, émanant des États-Unis d'Amérique, de la France et du Royaume-Uni de Grande-Bretagne et d'Irlande du Nord (S/23306, S/23307, S/23308, S/23309 et S/23317) ; Lettre datée du 15 août 2003, adressée au Président du Conseil de sécurité par le Chargé d'affaires par intérim de la Mission permanente de la Jamahiriya arabe libyenne auprès de l'Organisation des Nations unies (S/2003/818) ; Lettre datée du 15 août 2003, adressée au Président du Conseil de sécurité par les Représentants permanents des États-Unis d'Amérique et du Royaume-Uni de Grande-Bretagne et d'Irlande du Nord auprès de l'Organisation des Nations unies (S/2003/819) ; Mise aux voix du projet de Résolution S/2003/824.
- Résolution 1507 : la situation entre l'Érythrée et l'Éthiopie.
- Résolution 1508 : la situation en Sierra Leone.
- Résolution 1509 : la situation au Liberia.

## Résolutions 1510 à 1519
- Résolution 1510 : la situation en Afghanistan.
- Résolution 1511 : la situation entre l'Irak et le Koweït.
- Résolution 1512 : tribunal pénal international pour le Rwanda.
- Résolution 1513 : la situation concernant le Sahara occidental.
- Résolution 1514 : la situation en Côte d'Ivoire.
- Résolution 1515 : la situation au Moyen-Orient, y compris la question palestinienne.
- Résolution 1516 : menaces à la paix et à la sécurité internationales résultant d'actes terroristes.
- Résolution 1517 : la situation à Chypre.
- Résolution 1518 : la situation entre l'Irak et le Koweït.
- Résolution 1519 : la situation en Somalie.

## Résolutions 1520 à 1521
- Résolution 1520 : la situation au Moyen-Orient.
- Résolution 1521 : la situation au Libéria.